# Aragón 2 HD
Aragón 2 HD fue el segundo canal de Televisión Autonómica de Aragón S.A., ente público englobado dentro de la Corporación Aragonesa de Radio y Televisión (CARTV). Fue considerado como el primer canal de España en emitir en HD.
Desapareció el 10 de abril de 2017 para dar paso a la señal en alta definición del canal principal, Aragón TV.

## Historia

### Primeras pruebas
La historia del canal se remonta a 2006. El 15 de junio de aquel año, dentro de las Jornadas Internacionales "TEA 06" y pocos meses después de la puesta de largo de Aragón TV, la Corporación Aragonesa de Radio y Televisión realiza (en colaboración con Abertis) las primeras pruebas en HD sobre TDT en España, emitiendo tanto en 720p50 como en 1080i50 y usando la compresión H.264/AVC a 11 Mbit/s. Del mismo modo, las pruebas continuarían llevándose a cabo en 2007 a lo largo de las Jornadas "TEA 07".

### Evolución y contenidos del canal
En junio de 2008, y coincidiendo con la celebración de la Exposición Internacional de Zaragoza, el canal comienza a emitir en pruebas de manera regular y estable dentro del canal múltiple de TDT que posee CARTV. La emisión consta en aquel momento de reportajes y documentales, tanto de producción propia como ajena.
Con el paso del tiempo fueron incorporándose nuevos espacios y programas de producción propia producidos en alta definición, así como películas emitidas de forma esporádica, retransmisiones deportivas, conciertos y otros contenidos. Siempre utilizando la fórmula de redifusión de los contenidos en bucle de forma continua. 
Durante sus emisiones, CARTV utilizó el canal como segunda ventana, complementando a Aragón TV y dando cabida a eventos que por solapamiento de horarios u otros motivos no eran emitidos por el canal principal del ente: desde partidos de Segunda División hasta encuentros del CAI Zaragoza en Eurocup o del CAI Teruel en CEV (Campeonato de Europa de Voleibol). 

### Emisiones relevantes
Entre 2009 y 2012 pudo seguirse a través del canal la UEFA Champions League (concretamente, el partido de primera elección de cada miércoles). Todos y cada uno de los encuentros fueron retransmitidos en Full HD, insertando directamente la señal de origen y añadiendo únicamente por parte de la cadena el audio de narración y comentarios.
En octubre de 2010, la cadena produjo y emitió en alta definición los principales actos de las Fiestas del Pilar de Zaragoza, tratándose de algo excepcional, dado que éstos no volverían a emitirse en HD hasta 2017, una vez migrada la continuidad del primer canal al mencionado formato.
Un año más tarde, en 2011, el ente público aragonés volvió a hacer historia al organizar y producir junto a otros partners el primer concierto en el mundo emitido en directo en formato estereoscópico o 3D y audio 5.1. El evento tuvo lugar el 10 de junio del mencionado año en las instalaciones de Feria de Muestras de Zaragoza. El día anterior al concierto, Aragón 2 HD alteró sus parámetros de emisión sustituyendo su señal en alta definición por la señal 3D enviada desde las instalaciones de Feria de Muestras. La emisión mantenía pinchada una de las cámaras instaladas en el recinto, facilitando a los técnicos las últimas pruebas de imagen y sonido. El concierto arrancó a las 22:00 del mencionado día 10, pudiéndose seguir en Aragón 2 HD (así como otras televisiones), internet y cines de todo el mundo.

## Cese del canal
El lunes 10 de abril de 2017, ya entrada la madrugada, Aragón 2 HD es sustituido por la señal en alta definición del canal principal, pasando a emitirse desde ese instante en HD toda su parrilla y programación habitual.